# لیگ قهرمانان کونکاکاف ۱۳–۲۰۱۲
لیگ قهرمانان کونکاکاف ۱۳–۲۰۱۲ پنجمین دوره لیگ قهرمانان کونکاکاف با فرمت کنونی و به طور کلی چهل و هشتمین دوره از مسابقات برتر باشگاهی فوتبال بود که توسط کونکاکاف، نهاد حاکم منطقه‌ای آمریکای شمالی، آمریکای مرکزی و کارائیب برگزار شد. مسابقات همچنان ۲۴ تیمی باقی ماند، اما فرمت مسابقات تغییر کرد. این تورنمنت در ۳۱ ژوئیه ۲۰۱۲ آغاز شد و در ۱ مه ۲۰۱۳ به پایان رسید. قهرمان به عنوان نماینده کونکاکاف برای جام باشگاه‌های جهان ۲۰۱۳ انتخاب شد.
مونتری سومین عنوان متوالی خود را پس از شکست سانتوس لاگونا در فینال تمام‌مکزیکی به دست آورد و با موفقیت کروز آزول در کسب سه عنوان باشگاهی متوالی کونکاکاف (۱۹۶۹–۱۹۷۱) برابری کرد، زمانی که مسابقات به عنوان جام قهرمانان کونکاکاف شناخته می‌شد.

## نحوه صلاحیت
۲۴ تیم در لیگ قهرمانان کونکاکاف ۱۰–۲۰۰۹ از مناطق آمریکای شمالی، آمریکای مرکزی و کارائیب شرکت کردند. ۹ تیم از آمریکای شمالی، ۱۲ تیم از آمریکای مرکزی و ۳ تیم از کارائیب بودند.
تیم‌ها در صورت نداشتن ورزشگاهی برای مسابقات که کونکاکاف مناسب می‌داند، محروم و جایگزین شوند. اگر باشگاهی نتواند استانداردهای ورزشگاه خانگی خود را رعایت کند، این باشگاه باید ورزشگاه مناسبی در کشور خود پیدا کند. اگر باشگاه مذکور نتواند امکانات کافی را فراهم کند، خطر جایگزین شدن را به دنبال دارد.

### آمریکای شمالی
در مجموع ۹ باشگاه از اتحادیه فوتبال آمریکای شمالی در لیگ قهرمانان شرکت کردند. به مکزیک و ایالات متحده چهار سهمیه، بیشتر از هر کشور در کونکاکاف، اختصاص یافت، در حالی که به کانادا یک سهمیه اعطا شد.
در مکزیک، برندگان فصل‌های آغازین و پایانی مکزیک در گلدان A در مرحله گروهی مسابقات جای می‌گیرند، در حالی که نایب قهرمانان فصل‌های آغازین و پایانی در گلدان B جای می‌گیرند.
برای ایالات متحده، سه سهمیه از چهار سهمیه آن از طریق فصل عادی لیگ برتر فوتبال (ام‌ال‌اس) و پلی آف اختصاص داده می‌شود، در حالی که رتبه چهارم به هر کسی که در رقابت‌های جام داخلی، یعنی جام یو اس اوپن برنده شود، اختصاص دارد. برنده ساپورترز شیلد و جام ام‌ال‌اس (اگر مستقر در ایالات متحده باشد) در گلدان A قرار می‌گیرد. نایب قهرمان جام ام‌ال‌اس (اگر ساکن ایالات متحده باشد) و برنده جام یو اس اوپن در گلدان B قرار می‌گیرند.
برنده رقابت‌های جام داخلی کانادا، مسابقات قهرمانی کانادا، تنها سهمیه کانادایی را در مسابقات، در گلدان B کسب می‌کند. علیرغم حضور تیم‌های کانادایی در ام‌ال‌اس، آن‌ها نمی‌توانند از طریق ام‌ال‌اس برای لیگ قهرمانان کونکاکاف واجد شرایط شوند و اگر یک تیم کانادایی ام‌ال‌اس برنده ساپورترز شیلد شود یا در فینال جام ام‌ال‌اس شرکت کند، سهمیه لیگ قهرمانان به تیم مستقر در ایالات متحده با بهترین رکورد فصل معمولی ام‌ال‌اس اختصاص می‌یابد که در غیر این صورت نتوانسته است جواز حضور را کسب کند.

### آمریکای مرکزی
۱۲ باشگاه از اتحادیه فوتبال آمریکای مرکزی به لیگ قهرمانان کونکاکاف راه یافتند. اگر یک یا چند باشگاه منع می‌شد، باشگاهی از یک فدراسیون دیگر آمریکای مرکزی جایگزین آنها می‌شد. تخصیص مجدد سهمیه‌ها بر اساس نتایج مسابقات قبلی لیگ قهرمانان خواهد بود.
برای نمایندگان آمریکای مرکزی که از طریق فصل‌های مختلف واجد شرایط هستند، در کشورهایی که برای تعیین یک قهرمان ملی در مرحله پلی‌آف بازی می‌کنند، برنده مقام اول کشور را کسب می‌کند. در کشورهایی که از چنین روش‌هایی استفاده نمی‌کنند، مجموع امتیازات در هر دو فصل، و به دنبال آن سایر معیارهای تساوی‌شکن، تعیین می‌کنند که کدام تیم مقام برتر کشور را کسب کند. گلدان تیم‌ها به شرح زیر است:
- تیم‌های برتر لیگ‌های کاستاریکا، هندوراس، گواتمالا و پاناما در گلدان A قرار دارند.
- تیم برتر لیگ السالوادور و تیم‌های دوم از لیگ‌های کاستاریکا و هندوراس در گلدان B قرار دارند.
- تیم‌های دوم از لیگ‌های گواتمالا، پاناما و السالوادور و تنها نمایندگان لیگ‌های نیکاراگوئه و بلیز در گلدان C قرار می‌گیرند.

### کارائیب
سه سهمیه در دور مقدماتی لیگ قهرمانان کونکاکاف به سه تیم برتر جام باشگاه‌های کارائیب، یک تورنمنت شبه قاره‌ای برای باشگاه‌های کشورهای اتحادیه فوتبال کارائیب اختصاص یافت. برای اینکه یک باشگاه کارائیب بتواند برای جام باشگاه‌های کارائیب واجد شرایط شود، باید به مقام قهرمان (یا در برخی موارد، نایب قهرمان) در لیگ برتر کشور مربوطه خود در فصل قبل به پایان برسد.
اگر هر یک از باشگاه‌های کارائیب محروم می‌شد، با نفر چهارم جام باشگاه‌های کارائیب جایگزین می‌شد.

## تیم‌ها
تیم‌های زیر به مسابقات راه یافتند.
| انجمن                  | تیم                   | گلدان                 | نحوه راه‌یابی                                                    | حضور                  | آخرین حضور            | بهترین نتیجه          |
| آمریکای شمالی (۹ تیم)  | آمریکای شمالی (۹ تیم) | آمریکای شمالی (۹ تیم) | آمریکای شمالی (۹ تیم)                                           | آمریکای شمالی (۹ تیم) | آمریکای شمالی (۹ تیم) | آمریکای شمالی (۹ تیم) |
| ---------------------- | --------------------- | --------------------- | --------------------------------------------------------------- | --------------------- | --------------------- | --------------------- |
| مکزیک ۴ سهمیه          | اونال                 | A                     | قهرمان فصل پایانی ۲۰۱۱                                          | اولین                 | –                     | –                     |
| مکزیک ۴ سهمیه          | سانتوس لاگونا         | A                     | قهرمان فصل آغازین ۲۰۱۲ و نایب قهرمان فصل پایانی ۲۰۱۱            | چهارمین               | ۱۲–۲۰۱۱               | نایب قهرمان           |
| مکزیک ۴ سهمیه          | گوادالاخارا           | B                     | تیم غیر فینالیست با با بهترین رکورد فصل عادی در فصل پایانی ۲۰۱۱ | اولین                 | –                     | –                     |
| مکزیک ۴ سهمیه          | مونتری                | B                     | نایب قهرمان فصل آغازین ۲۰۱۲                                     | سومین                 | ۱۲–۲۰۱۱               | قهرمان (۲)            |
| ایالات متحده ۴ سهمیه   | لس آنجلس گلکسی        | A                     | قهرمان ساپورترز شیلد ۲۰۱۱ و جام ام‌ال‌اس ۲۰۱۱                     | سومین                 | ۱۲–۲۰۱۱               | یک‌چهارم نهایی         |
| ایالات متحده ۴ سهمیه   | سیاتل ساندرز          | A                     | نایب قهرمان ساپورترز شیلد ۲۰۱۱ قهرمان جام یو اس اوپن ۲۰۱۱       | سومین                 | ۱۲–۲۰۱۱               | یک‌چهارم نهایی         |
| ایالات متحده ۴ سهمیه   | هیوستون دینامو        | B                     | نایب قهرمان جام ام‌ال‌اس ۲۰۱۱                                     | سومین                 | ۱۰–۲۰۰۹               | یک‌چهارم نهایی         |
| ایالات متحده ۴ سهمیه   | رئال سالت لیک         | B                     | رتبه سوم ساپورترز شیلد ۲۰۱۱                                     | دومین                 | ۱۱–۲۰۱۰               | نایب قهرمان           |
| کانادا ۱ سهمیه         | تورنتو                | B                     | قهرمان مسابقات قهرمانی کانادا ۲۰۱۲                              | چهارمین               | ۱۲–۲۰۱۱               | نیمه نهایی            |
| آمریکای مرکزی (۱۲ تیم) |                       |                       |                                                                 |                       |                       |                       |
| السالوادور ۳ سهمیه†    | ایسیدرو متاپان        | B                     | قهرمان فصل پایانی ۲۰۱۱                                          | پنجمین                | ۱۲–۲۰۱۱               | یک‌چهارم نهایی         |
| السالوادور ۳ سهمیه†    | آگویلا                | C                     | قهرمان فصل آغازین ۲۰۱۲                                          | اولین                 | –                     | –                     |
| السالوادور ۳ سهمیه†    | فاس                   | C                     | تیم غیر قهرمان با بهترین رکورد مجموع در فصل ۱۲–۲۰۱۱             | دومین                 | ۱۱–۲۰۱۰               | مرحله گروهی           |
| کاستاریکا ۲ سهمیه      | آلاخولنسه             | B                     | قهرمان فصل زمستانی ۲۰۱۱                                         | سومین                 | ۱۲–۲۰۱۱               | مرحله گروهی           |
| کاستاریکا ۲ سهمیه      | هردیانو               | A                     | قهرمان فصل تابستانی ۲۰۱۲                                        | سومین                 | ۱۲–۲۰۱۱               | مرحله گروهی           |
| هندوراس ۲ سهمیه        | المپیا                | A                     | قهرمان فصل پایانی ۲۰۱۱ و فصل آغازین ۲۰۱۲                        | پنجمین                | ۱۲–۲۰۱۱               | یک‌چهارم نهایی         |
| هندوراس ۲ سهمیه        | ماراتن                | B                     | تیم غیر قهرمان با بهترین رکورد مجموع در فصل ۱۲–۲۰۱۱             | چهارمین               | ۱۱–۲۰۱۰               | یک‌چهارم نهایی         |
| گواتمالا ۲ سهمیه       | مونیسیپال             | C                     | قهرمان فصل پایانی ۲۰۱۱                                          | چهارمین               | ۱۲–۲۰۱۱               | مرحله گروهی           |
| گواتمالا ۲ سهمیه       | شلاهو                 | A                     | قهرمان فصل آغازین ۲۰۱۲                                          | دومین                 | ۱۱–۲۰۱۰               | مرحله مقدماتی         |
| پاناما ۲ سهمیه         | چوریلو                | A                     | قهرمان فصل پایانی ۲۰۱۱                                          | اولین                 | –                     | –                     |
| پاناما ۲ سهمیه         | تائورو                | C                     | قهرمان فصل آغازین ۲۰۱۲                                          | چهارمین               | ۱۲–۲۰۱۱               | مرحله گروهی           |
| نیکاراگوئه ۱ سهمیه     | رئال استیلی           | C                     | قهرمان فصل پایانی ۲۰۱۱ و فصل آغازین ۲۰۱۲                        | سومین                 | ۱۲–۲۰۱۱               | مرحله مقدماتی         |
| کارائیب (۳ تیم)        |                       |                       |                                                                 |                       |                       |                       |
| ترینیداد و توباگو      | کالدونیا ای‌آی‌ای       | C                     | قهرمان جام باشگاه‌های کارائیب ۲۰۱۲                               | اولین                 | –                     | –                     |
| ترینیداد و توباگو      | دبلیو کانکشن          | C                     | نایب قهرمان جام باشگاه‌های کارائیب ۲۰۱۲                          | دومین                 | ۱۰–۲۰۰۹               | مرحله گروهی           |
| پورتوریکو              | پورتوریکو آیلندرز     | C                     | تیم سوم جام باشگاه‌های کارائیب ۲۰۱۲                              | پنجمین                | ۱۲–۲۰۱۱               | نیمه نهایی            |

† آنجایی که بلیز ورزشگاهی ندارد که حداقل استانداردهای کونکاکاف برای لیگ قهرمانان را برآورده کند، جایگاهی که معمولاً برای قهرمان بلیز در نظر گرفته شده بود به السالوادور اختصاص داده شد، زیرا این تنها کشور آمریکای مرکزی بود که تیمی را به مرحله یک‌چهارم نهایی لیگ قهرمانان کونکاکاف ۱۲–۲۰۱۱ فرستاد.

## فرمت
در ۱۲ ژانویه ۲۰۱۲، کونکاکاف اعلام کرد که مسابقات ۱۳–۲۰۱۲ با فرمتی متفاوت از دوره‌های قبلی برگزار می شود، جایی که مرحله مقدماتی حذف می‌شود و همه تیم‌های واجد شرایط وارد مرحله گروهی می‌شوند. در مرحله گروهی، ۲۴ تیم در هشت گروه سه تیمی قرار می‌گیرند که هر گروه شامل یک تیم از هر سه گلدان است. تخصیص تیم‌ها در گلدان‌ها بر اساس اتحادیه ملی و جایگاه انتخابی آنها است. تیم‌های یک انجمن (به استثنای تیم‌های «عام» که جایگزین تیمی از انجمن دیگر می‌شوند) نمی‌توانند در مرحله گروهی با یکدیگر قرعه‌کشی شوند، و هر گروه تضمین می‌کند که تیمی از ایالات متحده یا مکزیک را در خود جای دهد، یعنی تیم‌های ایالات متحده و مکزیک نمی‌توانند در مرحله گروهی با یکدیگر بازی کنند. هر گروه به صورت نوبت‌گردشی خانگی و خارج از خانه برگزار می‌شود. برندگان هر گروه به مرحله قهرمانی راه می‌یابند.
در مرحله قهرمانی، هشت تیم به صورت تک‌حذفی به مصاف هم می‌روند. هر مسابقه به صورت دو بازی خانگی و خارج از خانه انجام می‌شود. قانون گل‌ زده در خانه حریف در صورتی استفاده می‌شود که نتیجه مجموع بعد از وقت‌های عادی بازی برگشت مساوی باشد، اما نه بعد از وقت اضافه، بنابراین اگر نتیجه مجموع بعد از وقت‌های اضافی بازی دوم مساوی شود، برنده در ضربات پنالتی تعیین می‌شود. برخلاف سال‌های گذشته که قرعه کشی دوم برای تعیین مسابقات برای مرحله قهرمانی انجام شد، بازی‌های بعدی با رکورد تیم‌ها در مرحله گروهی تعیین می‌شود. در مرحله یک‌چهارم نهایی، تیمی که بهترین رکورد را دارد در برابر تیمی با بدترین رکورد قرار می‌گیرد، در حالی که تیم دوم با بهترین تیم هفتم، سوم در برابر ششم و چهارم با پنجم روبرو می‌شود. چهار تیم برتر بازی برگشت را در خانه انجام می‌دهند. در نیمه نهایی، برنده مسابقه بین تیم‌های ۱ و ۸ با برنده مسابقه بین تیم‌های ۴ و ۵ روبرو می‌شود که برنده مسابقه بین ۱ و ۸ میزبان بازی برگشت است و به همین ترتیب برنده مسابقه بین تیم‌های ۲ و ۷ با برنده مسابقه بین تیم‌های ۳ بر ۶ بازی می‌کند و برنده مسابقه بین تیم‌های ۲ و ۷ میزبان بازی برگشت است.
| گلدان A     | گلدان A         | گلدان A        | گلدان A           |
| ----------- | --------------- | -------------- | ----------------- |
| اونال       | سانتوس لاگونا   | لس آنجلس گلکسی | سیاتل ساندرز      |
| هردیانو     | المپیا          | شلاهو          | چوریلو            |
| گلدان B     |                 |                |                   |
| گوادالاخارا | مونتری          | هیوستون دینامو | رئال سالت لیک     |
| آلاخولنسه   | ماراتن          | ایسیدرو متاپان | تورنتو            |
| گلدان C     |                 |                |                   |
| مونیسیپال   | تائورو          | آگویلا         | رئال استیلی       |
| فاس         | کالدونیا ای‌آی‌ای | دبلیو کانکشن   | پورتوریکو آیلندرز |

## برنامه مسابقات
برنامه مسابقات به شرح زیر است:
| مرحله         | مرحله         | تاریخ قرعه کشی                      | بازی رفت            | بازی برگشت          |
| ------------- | ------------- | ----------------------------------- | ------------------- | ------------------- |
| مرحله گروهی   | هفته ۱        | ۵ ژوئن ۲۰۱۲ (نیویورک, ایالات متحده) | ۳۱ ژوئیه–۲ اوت ۲۰۱۲ | ۳۱ ژوئیه–۲ اوت ۲۰۱۲ |
| مرحله گروهی   | هفته ۲        | ۵ ژوئن ۲۰۱۲ (نیویورک, ایالات متحده) | ۲۱–۲۳ اوت ۲۰۱۲      | ۲۱–۲۳ اوت ۲۰۱۲      |
| مرحله گروهی   | هفته ۳        | ۵ ژوئن ۲۰۱۲ (نیویورک, ایالات متحده) | ۲۸–۳۰ اوت ۲۰۱۲      | ۲۸–۳۰ اوت ۲۰۱۲      |
| مرحله گروهی   | هفته ۴        | ۵ ژوئن ۲۰۱۲ (نیویورک, ایالات متحده) | ۱۸–۲۰ سپتامبر ۲۰۱۲  | ۱۸–۲۰ سپتامبر ۲۰۱۲  |
| مرحله گروهی   | هفته ۵        | ۵ ژوئن ۲۰۱۲ (نیویورک, ایالات متحده) | ۲۵–۲۷ سپتامبر ۲۰۱۲  | ۲۵–۲۷ سپتامبر ۲۰۱۲  |
| مرحله گروهی   | هفته ۶        | ۵ ژوئن ۲۰۱۲ (نیویورک, ایالات متحده) | ۲۳–۲۵ اکتبر ۲۰۱۲    | ۲۳–۲۵ اکتبر ۲۰۱۲    |
| مرحله قهرمانی | یک‌چهارم نهایی | ۵ ژوئن ۲۰۱۲ (نیویورک, ایالات متحده) | ۵–۷ مارس ۲۰۱۳       | ۱۲–۱۳ مارس ۲۰۱۳     |
| مرحله قهرمانی | نیمه نهایی    | ۵ ژوئن ۲۰۱۲ (نیویورک, ایالات متحده) | ۲–۳ آوریل ۲۰۱۳      | ۹–۱۰ آوریل ۲۰۱۳     |
| مرحله قهرمانی | فینال         | ۵ ژوئن ۲۰۱۲ (نیویورک, ایالات متحده) | ۲۴ آوریل ۲۰۱۳       | ۱ مه ۲۰۱۳           |

## مرحله گروهی
قرعه کشی مرحله گروهی در ۵ ژوئن ۲۰۱۲ برگزار شد. تیم‌های برتر هر گروه به مرحله قهرمانی راه یافتند.

### گروه ۱
| تیم           | بازی | برد | مساوی | باخت | گل زده | گل خورده | گل تفاضل | امتیاز | صلاحیت                |     | SAN | TOR | ÁGU |
| ------------- | ---- | --- | ----- | ---- | ------ | -------- | -------- | ------ | --------------------- | --- | --- | --- | --- |
| سانتوس لاگونا | ۴    | ۴   | ۰     | ۰    | ۱۳     | ۱        | ۱۲+      | ۱۲     | صعود به مرحله قهرمانی |     | —   | ۱–۰ | ۵–۰ |
| تورنتو        | ۴    | ۲   | ۰     | ۲    | ۹      | ۵        | ۴+       | ۶      |                       |     | ۱–۳ | —   | ۵–۱ |
| آگویلا        | ۴    | ۰   | ۰     | ۴    | ۱      | ۱۷       | ۱۶−      | ۰      |                       | ۰–۴ | ۰–۳ | —   |     |

### گروه ۲
| تیم           | بازی | برد | مساوی | باخت | گل زده | گل خورده | گل تفاضل | امتیاز | صلاحیت                |     | HER | RSL | TAU |
| ------------- | ---- | --- | ----- | ---- | ------ | -------- | -------- | ------ | --------------------- | --- | --- | --- | --- |
| هردیانو       | ۴    | ۳   | ۱     | ۰    | ۴      | ۱        | ۳+       | ۱۰     | صعود به مرحله قهرمانی |     | —   | ۱–۰ | ۲–۱ |
| رئال سالت لیک | ۴    | ۲   | ۱     | ۱    | ۳      | ۱        | ۲+       | ۷      |                       |     | ۰–۰ | —   | ۲–۰ |
| تائورو        | ۴    | ۰   | ۰     | ۴    | ۱      | ۶        | ۵−       | ۰      |                       | ۰–۱ | ۰–۱ | —   |     |

### گروه ۳
| تیم            | بازی | برد | مساوی | باخت | گل زده | گل خورده | گل تفاضل | امتیاز | صلاحیت                |     | HOU | OLI | FAS |
| -------------- | ---- | --- | ----- | ---- | ------ | -------- | -------- | ------ | --------------------- | --- | --- | --- | --- |
| هیوستون دینامو | ۴    | ۲   | ۲     | ۰    | ۹      | ۳        | ۶+       | ۸      | صعود به مرحله قهرمانی |     | —   | ۱–۱ | ۴–۰ |
| المپیا         | ۴    | ۱   | ۲     | ۱    | ۶      | ۴        | ۲+       | ۵      |                       |     | ۱–۱ | —   | ۳–۰ |
| فاس            | ۴    | ۱   | ۰     | ۳    | ۳      | ۱۱       | ۸−       | ۳      |                       | ۱–۳ | ۲–۱ | —   |     |

### گروه ۴
| تیم             | بازی | برد | مساوی | باخت | گل زده | گل خورده | گل تفاضل | امتیاز | صلاحیت                |     | SEA | MAR | CAL |
| --------------- | ---- | --- | ----- | ---- | ------ | -------- | -------- | ------ | --------------------- | --- | --- | --- | --- |
| سیاتل ساندرز    | ۴    | ۴   | ۰     | ۰    | ۱۲     | ۵        | ۷+       | ۱۲     | صعود به مرحله قهرمانی |     | —   | ۳–۱ | ۳–۱ |
| ماراتن          | ۴    | ۱   | ۱     | ۲    | ۵      | ۷        | ۲−       | ۴      |                       |     | ۲–۳ | —   | ۲–۱ |
| کالدونیا ای‌آی‌ای | ۴    | ۰   | ۱     | ۳    | ۳      | ۸        | ۵−       | ۱      |                       | ۱–۳ | ۰–۰ | —   |     |

### گروه ۵
| تیم               | بازی | برد | مساوی | باخت | گل زده | گل خورده | گل تفاضل | امتیاز | صلاحیت                |     | LA  | PRI | MET |
| ----------------- | ---- | --- | ----- | ---- | ------ | -------- | -------- | ------ | --------------------- | --- | --- | --- | --- |
| لس آنجلس گلکسی    | ۴    | ۳   | ۱     | ۰    | ۱۲     | ۴        | ۸+       | ۱۰     | صعود به مرحله قهرمانی |     | —   | ۴–۰ | ۵–۲ |
| پورتوریکو آیلندرز | ۴    | ۱   | ۱     | ۲    | ۴      | ۷        | ۳−       | ۴      |                       |     | ۰–۰ | —   | ۳–۰ |
| ایسیدرو متاپان    | ۴    | ۱   | ۰     | ۳    | ۷      | ۱۲       | ۵−       | ۳      |                       | ۲–۳ | ۳–۱ | —   |     |

### گروه ۶
| تیم         | بازی | برد | مساوی | باخت | گل زده | گل خورده | گل تفاضل | امتیاز | صلاحیت                |     | UANL | ALA | EST |
| ----------- | ---- | --- | ----- | ---- | ------ | -------- | -------- | ------ | --------------------- | --- | ---- | --- | --- |
| اونال       | ۴    | ۲   | ۲     | ۰    | ۱۲     | ۳        | ۹+       | ۸      | صعود به مرحله قهرمانی |     | —    | ۵–۰ | ۴–۰ |
| آلاخولنسه   | ۴    | ۲   | ۱     | ۱    | ۴      | ۷        | ۳−       | ۷      |                       |     | ۲–۲  | —   | ۱–۰ |
| رئال استیلی | ۴    | ۰   | ۱     | ۳    | ۱      | ۷        | ۶−       | ۱      |                       | ۱–۱ | ۰–۱  | —   |     |

### گروه ۷
| تیم       | بازی | برد | مساوی | باخت | گل زده | گل خورده | گل تفاضل | امتیاز | صلاحیت                |     | MON | MUN | CHO |
| --------- | ---- | --- | ----- | ---- | ------ | -------- | -------- | ------ | --------------------- | --- | --- | --- | --- |
| مونتری    | ۴    | ۴   | ۰     | ۰    | ۱۵     | ۰        | ۱۵+      | ۱۲     | صعود به مرحله قهرمانی |     | —   | ۳–۰ | ۵–۰ |
| مونیسیپال | ۴    | ۲   | ۰     | ۲    | ۴      | ۶        | ۲−       | ۶      |                       |     | ۰–۱ | —   | ۲–۱ |
| چوریلو    | ۴    | ۰   | ۰     | ۴    | ۲      | ۱۵       | ۱۳−      | ۰      |                       | ۰–۶ | ۱–۲ | —   |     |

### گروه ۸
| تیم          | بازی | برد | مساوی | باخت | گل زده | گل خورده | گل تفاضل | امتیاز | صلاحیت                |     | XEL | GUA | WCO |
| ------------ | ---- | --- | ----- | ---- | ------ | -------- | -------- | ------ | --------------------- | --- | --- | --- | --- |
| شلاهو        | ۴    | ۲   | ۱     | ۱    | ۷      | ۶        | ۱+       | ۷      | صعود به مرحله قهرمانی |     | —   | ۱–۰ | ۳–۲ |
| گوادالاخارا  | ۴    | ۲   | ۱     | ۱    | ۷      | ۳        | ۴+       | ۷      |                       |     | ۲–۱ | —   | ۴–۰ |
| دبلیو کانکشن | ۴    | ۰   | ۲     | ۲    | ۵      | ۱۰       | ۵−       | ۲      |                       | ۲–۲ | ۱–۱ | —   |     |

1. 1 2  تساوی‌شکن: شلاهو در رده بندی بالاتر از گوادالاخارا از نظر گل‌های رودررو خارج از خانه قرار دارد.

## مرحله قهرمانی

### سیدبندی
تیم‌های صعود کرده در مرحله قهرمانی با توجه به نتایج خود در مرحله گروهی از ۱ تا ۸ رده بندی شدند.
| Seed | تیم            | بازی | برد | مساوی | باخت | گل زده | گل خورده | گل تفاضل | امتیاز |
| ---- | -------------- | ---- | --- | ----- | ---- | ------ | -------- | -------- | ------ |
| ۱    | مونتری         | ۴    | ۴   | ۰     | ۰    | ۱۵     | ۰        | ۱۵+      | ۱۲     |
| ۲    | سانتوس لاگونا  | ۴    | ۴   | ۰     | ۰    | ۱۳     | ۱        | ۱۲+      | ۱۲     |
| ۳    | سیاتل ساندرز   | ۴    | ۴   | ۰     | ۰    | ۱۲     | ۵        | ۷+       | ۱۲     |
| ۴    | لس آنجلس گلکسی | ۴    | ۳   | ۱     | ۰    | ۱۲     | ۴        | ۸+       | ۱۰     |
| ۵    | هردیانو        | ۴    | ۳   | ۱     | ۰    | ۴      | ۱        | ۳+       | ۱۰     |
| ۶    | اونال          | ۴    | ۲   | ۲     | ۰    | ۱۲     | ۳        | ۹+       | ۸      |
| ۷    | هیوستون دینامو | ۴    | ۲   | ۲     | ۰    | ۹      | ۳        | ۶+       | ۸      |
| ۸    | شلاهو          | ۴    | ۲   | ۱     | ۱    | ۷      | ۶        | ۱+       | ۷      |

### نمودار
نمودار مرحله قهرمانی با سیدبندی به شرح زیر مشخص شد:
- مرحله یک‌چهارم نهایی: سید ۱ در مقابل سید ۸ (چ‌ن۱)، سید ۲ در مقابل سید ۷ (چ‌ن۲)، سید ۳ در برابر سید ۶ (چ‌ن۳)، سید ۴ در برابر سید ۵ (چ‌ن۴)، و ‌سیدهای ۱ تا ۴ میزبان بازی برگشت هستند
- نیمه نهایی: برنده چ‌ن۱ در مقابل برنده چ‌ن۴ (ن‌ن۱)، برنده چ‌ن۲ در مقابل برنده چ‌ن۳ (ن‌ن۲)، و برندگان چ‌ن۱ و ‌چ‌ن۲ میزبان بازی برگشت هستند
- فینال: برنده ن‌ن۱ در مقابل برنده ن‌ن۲، و برنده ‌‌ن‌ن۱ میزبان بازی برگشت است

|  | یک‌چهارم نهایی | یک‌چهارم نهایی  | یک‌چهارم نهایی | یک‌چهارم نهایی | یک‌چهارم نهایی |   |                | نیمه نهایی     | نیمه نهایی | نیمه نهایی | نیمه نهایی | نیمه نهایی |  |  | فینال | فینال         | فینال | فینال | فینال |
|  |               |                |               |               |               |   |                |                |            |            |            |            |  |  |       |               |       |       |       |
|  | ۶             | اونال          | ۱             | ۱             | ۲             |   |                |                |            |            |            |            |  |  |       |               |       |       |       |
|  | ۳             | سیاتل ساندرز   | ۰             | ۳             | ۳             |   |                |                |            |            |            |            |  |  |       |               |       |       |       |
|  | ۳             | سیاتل ساندرز   | ۰             | ۳             | ۳             |   | ۳              | سیاتل ساندرز   | ۰          | ۱          | ۱          |            |  |  |       |               |       |       |       |
|  |               |                |               |               |               |   | ۳              | سیاتل ساندرز   | ۰          | ۱          | ۱          |            |  |  |       |               |       |       |       |
|  |               | ۲              | سانتوس لاگونا | ۱             | ۱             | ۲ |                |                |            |            |            |            |  |  |       |               |       |       |       |
|  | ۷             | ۲              | سانتوس لاگونا | ۱             | ۱             | ۲ | هیوستون دینامو | ۱              | ۰          | ۱          |            |            |  |  |       |               |       |       |       |
|  | ۷             |                |               |               |               |   | هیوستون دینامو | ۱              | ۰          | ۱          |            |            |  |  |       |               |       |       |       |
|  | ۲             | سانتوس لاگونا  | ۰             | ۳             | ۳             |   |                |                |            |            |            |            |  |  |       |               |       |       |       |
|  |               |                |               |               |               |   |                |                |            |            |            |            |  |  | ۲     | سانتوس لاگونا | ۰     | ۲     | ۲     |
|  |               |                | ۱             | مونتری        | ۰             | ۴ | ۴              |                |            |            |            |            |  |  |       |               |       |       |       |
|  | ۵             | هردیانو        | ۰             | ۱             | ۱             |   |                |                |            |            |            |            |  |  |       |               |       |       |       |
|  | ۴             | لس آنجلس گلکسی | ۰             | ۴             | ۴             |   |                |                |            |            |            |            |  |  |       |               |       |       |       |
|  | ۴             | لس آنجلس گلکسی | ۰             | ۴             | ۴             |   | ۴              | لس آنجلس گلکسی | ۱          | ۰          | ۱          |            |  |  |       |               |       |       |       |
|  |               |                |               |               |               |   | ۴              | لس آنجلس گلکسی | ۱          | ۰          | ۱          |            |  |  |       |               |       |       |       |
|  |               | ۱              | مونتری        | ۲             | ۱             | ۳ |                |                |            |            |            |            |  |  |       |               |       |       |       |
|  | ۸             | ۱              | مونتری        | ۲             | ۱             | ۳ | شلاهو          | ۱              | ۱          | ۲          |            |            |  |  |       |               |       |       |       |
|  | ۸             |                |               |               |               |   | شلاهو          | ۱              | ۱          | ۲          |            |            |  |  |       |               |       |       |       |
|  | ۱             | مونتری         | ۳             | ۱             | ۴             |   |                |                |            |            |            |            |  |  |       |               |       |       |       |

### یک‌چهارم نهایی
| تیم ۱          | نتیجه نهایی | تیم ۲          | بازی رفت | بازی برگشت |
| -------------- | ----------- | -------------- | -------- | ---------- |
| شلاهو          | ۲–۴         | مونتری         | ۱–۳      | ۱–۱        |
| هیوستون دینامو | ۱–۳         | سانتوس لاگونا  | ۱–۰      | ۰–۳        |
| اونال          | ۲–۳         | سیاتل ساندرز   | ۱–۰      | ۱–۳        |
| هردیانو        | ۱–۴         | لس آنجلس گلکسی | ۰–۰      | ۱–۴        |

### نیمه نهایی
| تیم ۱          | نتیجه نهایی | تیم ۲         | بازی رفت | بازی برگشت |
| -------------- | ----------- | ------------- | -------- | ---------- |
| لس آنجلس گلکسی | ۱–۳         | مونتری        | ۱–۲      | ۰–۱        |
| سیاتل ساندرز   | ۱–۲         | سانتوس لاگونا | ۰–۱      | ۱–۱        |

### فینال
| تیم ۱         | نتیجه نهایی | تیم ۲  | بازی رفت | بازی برگشت |
| ------------- | ----------- | ------ | -------- | ---------- |
| سانتوس لاگونا | ۲–۴         | مونتری | ۰–۰      | ۲–۴        |

| قهرمان لیگ قهرمانان کونکاکاف ۱۳–۲۰۱۲ |
| ------------------------------------ |
| مکزیک                                |
| مونتری سومین عنوان                   |

## جوایز
| جایزه            | بازیکن         | تیم            |
| ---------------- | -------------- | -------------- |
| توپ طلایی        | آلدو ده نیگریس | مونتری         |
| کفش طلایی        | نیکلاس مونیوز  | ایسیدرو متاپان |
| کفش طلایی        | داروین کینترو  | سانتوس لاگونا  |
| بهترین دروازه‌بان | اوسوالدو سانچز | سانتوس لاگونا  |

## گلزنان برتر
| رتبه | بازیکن         | باشگاه         | گل |
| ---- | -------------- | -------------- | -- |
| ۱    | نیکلاس مونیوز  | ایسیدرو متاپان | ۶  |
| ۱    | داروین کینترو  | سانتوس لاگونا  | ۶  |
| ۳    | آلدو ده نیگریس | مونتری         | ۵  |
| ۳    | هومبرتو سوازو  | مونتری         | ۵  |
| ۵    | جک مک‌بین       | لس آنجلس گلکسی | ۴  |
| ۵    | سمی اوچوا      | سیاتل ساندرز   | ۴  |
| ۵    | آلن پولیدو     | اونال          | ۴  |
| ۸    | نری کاردوزو    | مونتری         | ۳  |
| ۸    | داریو کارنیو   | مونتری         | ۳  |
| ۸    | ادگار چینچیلا  | شلاهو          | ۳  |
| ۸    | تری دونفیلد    | تورنتو         | ۳  |
| ۸    | مارکو فابیان   | گوادالاخارا    | ۳  |
| ۸    | هرکولز گومز    | سانتوس لاگونا  | ۳  |
| ۸    | آنخل رینا      | مونتری         | ۳  |

منبع: